# Tilley-Nunatak
Der Tilley-Nunatak ist ein wuchtiger und felsiger Nunatak an der Mawson-Küste des ostantarktischen Mac-Robertson-Lands. Er ragt 8 km südlich der  Hobbs-Inseln aus Kliffs östlich der William Scoresby Bay auf.
Wissenschaftler der britischen Discovery Investigations entdeckten im Februar 1936 und benannten ihn. Namensgeber ist der britische Mineraloge und Petrologe Cecil Edgar Tilley (1894–1973) von der University of Cambridge, der im Anschluss an die Forschungsreise die dabei gesammelten Gesteinsproben untersucht hatte.